# Haus Paland

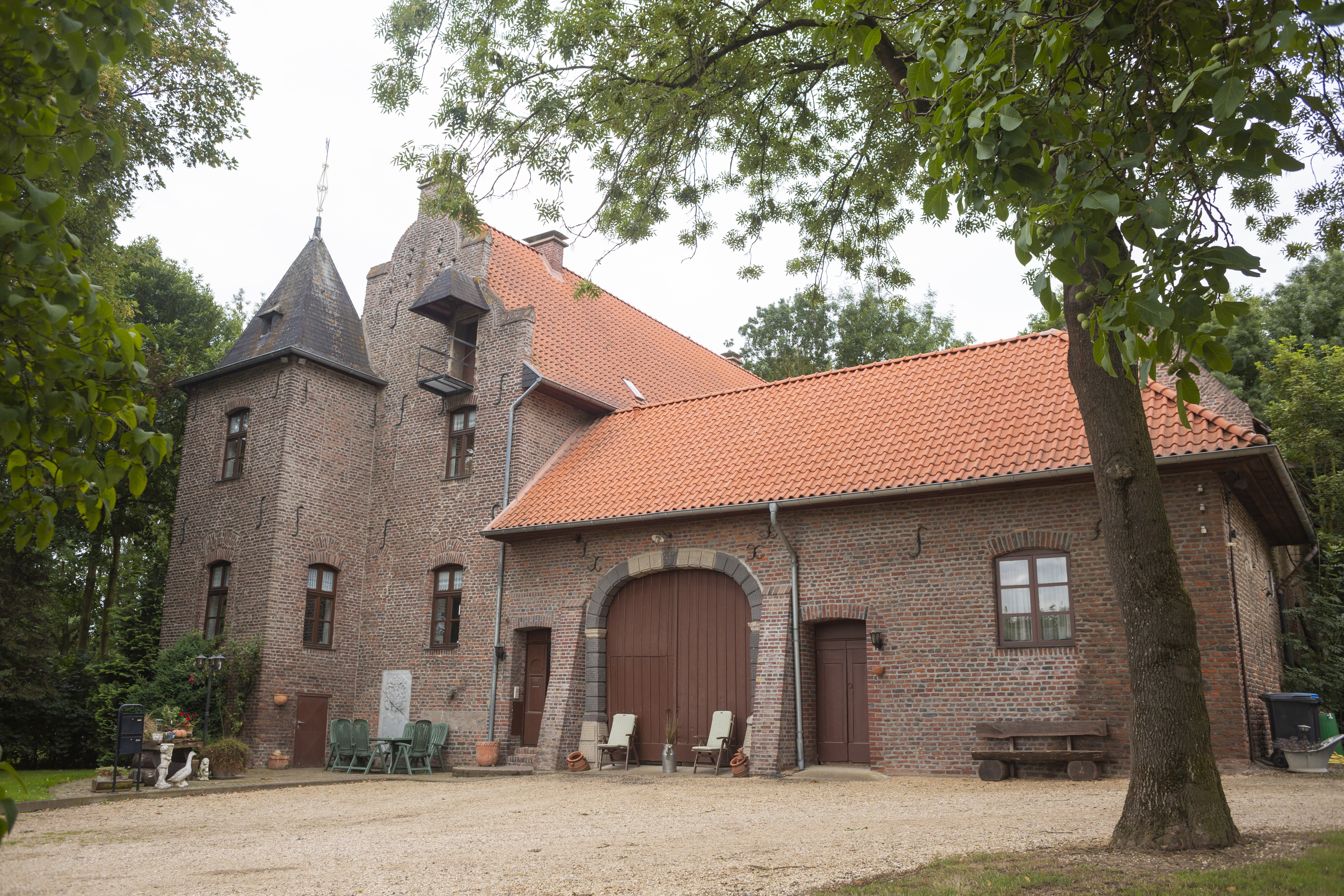
Haus Paland, Ostseite (2015)

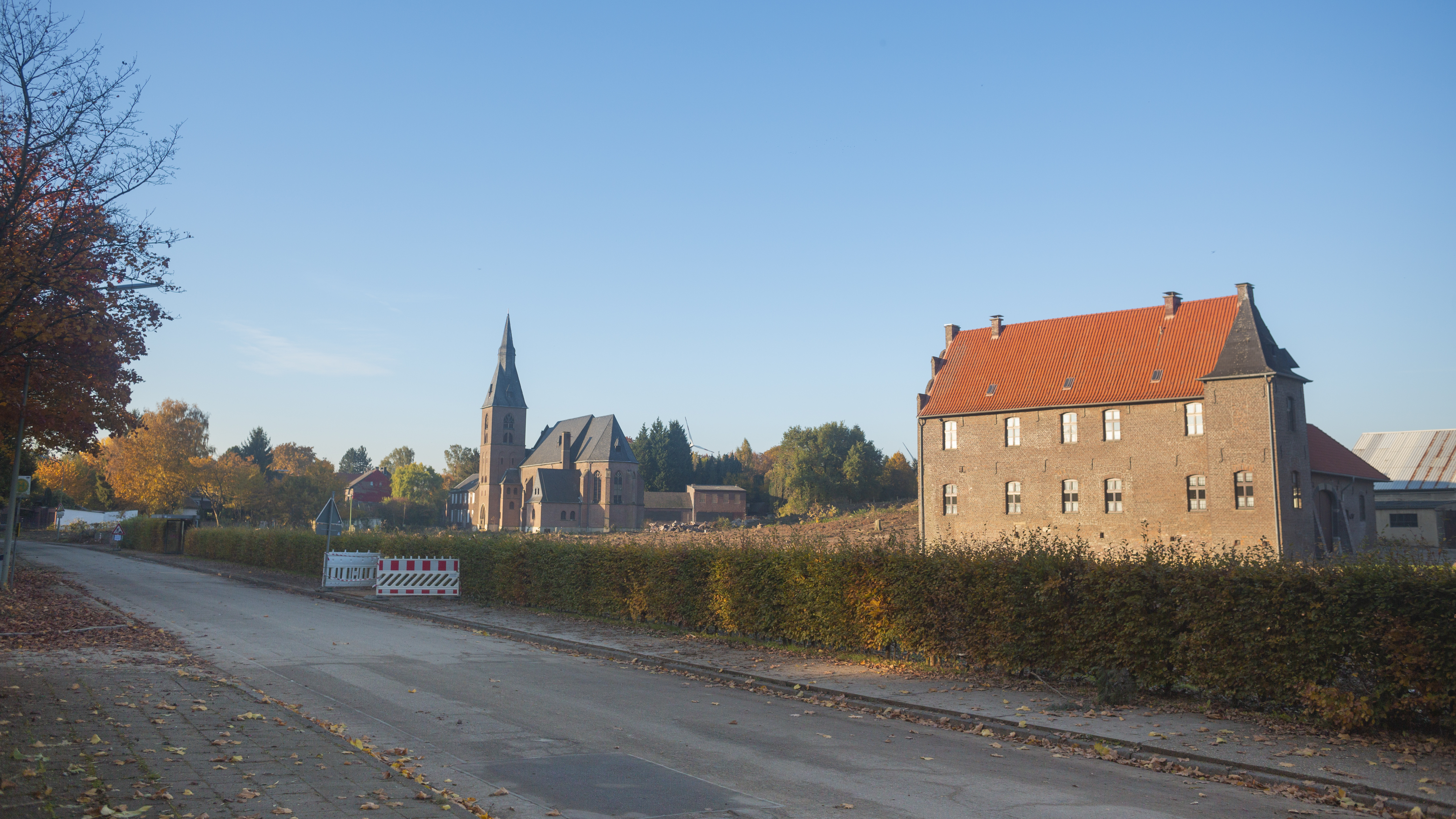
Haus Paland Südansicht mit Kirche St. Martinus im Hintergrund. In Vorbereitung auf den Abriss der Gebäude wurde der umfangreiche Baumbestand bereits gerodet. (2015)

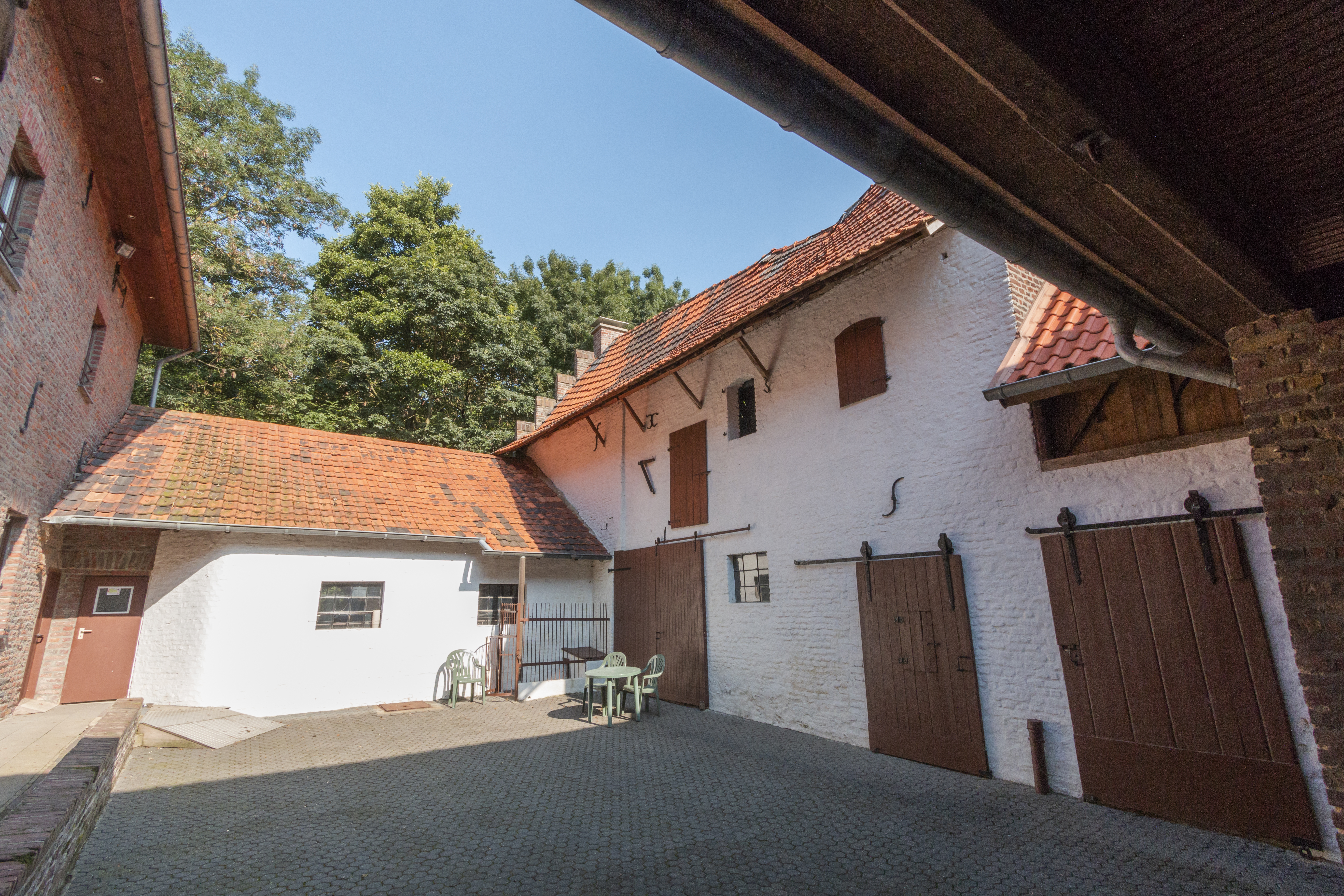
Innenhof von Haus Paland (2014)

Das Haus Paland (von Pfahlland, da in diesem Sumpfland Häuser auf Pfählen gebaut wurden) lag im Erkelenzer Ortsteil Borschemich. Hinter den Gartenanlagen der katholischen Pfarrkirche St. Martinus gelegen, bestand die ehemalige Wasserburg aus einer Vorburg und einem Haupthaus. Das Grabensystem wurde früher von der Köhm gespeist, ein Teil der Gräben war zuletzt noch erhalten. Haus Paland musste mit dem Dorf Ende 2015 dem Braunkohlentagebau Garzweiler II weichen. Vom 1. bis zum 4. Dezember 2015 wurde das Anwesen abgerissen. Der WDR berichtete in den Lokalnachrichten über die Fortschritte des Abrisses. Im Zuge der Abrissarbeiten wurde durch Archäologen das Vorburgfundament des früheren Rittergutes Haus Paland freigelegt. Hierbei wurde ein Wohnturm entdeckt, der auf das 13./14. Jahrhundert datieren könnte.

## Geschichte
Im Jahre 1296 befand sich ein Ritter Gottschalk, ein Vasall der Herrschaft Millendonk, im Besitz des „Hauses Birsmich“. An einen Nachkommen dieses Ritters Gottschalk, den Knappen Gottschalk (Sohn Arnolds von Birsmich), verpachtete 1363 die Äbtissin von St. Maria im Kapitol in Köln den Zehnten zu Borschemich. Im Jahre 1388 wurde Tilgin von Lieventhal von Erzbischof Friedrich III. mit Birsmich belehnt. 1391 erhielt Heinrich Oysse von Walhusen, ein Neffe des Arnold von Birsmich, die Belehnung. Mehr als 50 Jahre später, 1444, war Johann von Valderode Besitzer der Burg. Später wechselte sie wieder den Eigentümer und kam durch Heirat in den Besitz von Johann Klaitz. Zu Beginn des nächsten Jahrhunderts, im Jahr 1511, erschien zum ersten Male die Familie von Harff als Eigentümer des Hauses Birsmich auf dem Ritterzettel. Trotz der Wirren der Zeit wurde der Besitz vergrößert und die Burg befestigt, so dass sie eine starke Stütze für das umliegende Land bildete. Eine von Harff heiratete im Jahre 1584 Christoph von Palant zu Breidenbach bei Linnich, der dadurch Mitbesitzer des Hauses wurde. Ein Teil des Gutes war damals allerdings noch im Besitz des Johann von Blittersdorf, auf der Erbschaft der Familie Klaitz.
Das rheinische Geschlecht Palant gab in der Folgezeit der Burg den Namen. Die Palants waren früher in zahlreichen Zweigen ausgebreitet und kommen auch als Schöffen und Schultheiße in Erkelenz vor. Das Wappen der Palant zeigt einen Schild, sechsmal geteilt, schwarz und gelb, in der obersten Teilstelle heraldisch rechts ein sechstrahliges Sternchen, golden und silbern.
Zwei Jahrhunderte blieb das Haus im Besitz der Palant.
Es wurde im Jahr 1586 im Rahmen des Achtzigjährigen Krieges zweimal von spanischen und kölnischen Truppen eingenommen, und beim zweiten Male wurde die Vorburg niedergebrannt, deren Platz auf alten Lageplänen deutlich zu sehen ist. Im Anschluss an diese Eroberung und Zerstörung entstand um 1600 wahrscheinlich der jetzige Bau.
Im Jahre 1783 kam Haus Palant an Maria Anna von Palant, die mit E. W. von Graß zu Geyen vermählt war, im nächsten Jahr 1784 an dessen beide Schwäger Gerhard Caspar von Olmissen und Th. A. von Houve. Von diesen erhielt es durch Erbschaft die Familie Raitz von Frentz. Im Jahre 1837 verkaufte Edmund Raitz von Frentz zu Kellenberg das Haus an die Familie Lörkens, in deren Besitz es rund 170 Jahre war. Nach der Übereignung an RWE wurde Haus Paland Anfang Dezember 2015 abgerissen.

## Vorburg und Hauptburg

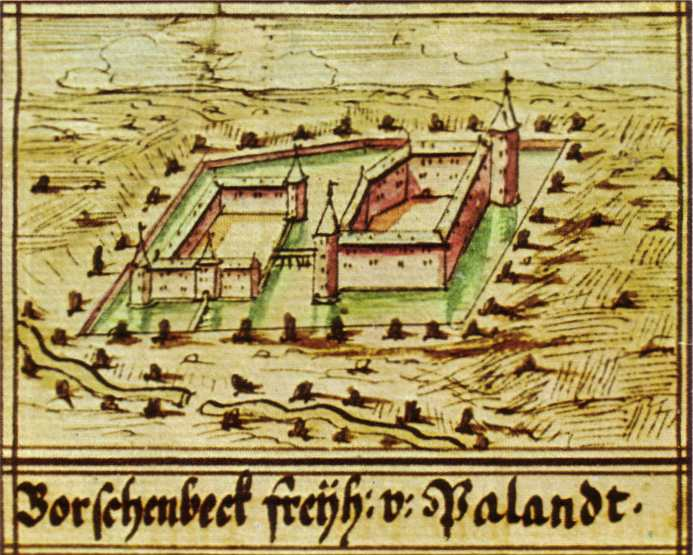
Haus Palandt, Abbildung im Codex Welser, um 1720

Von der rechteckigen Vorburg, die im Jahre 1586 niedergebrannt wurde, waren keine baulichen Reste mehr vorhanden. Man konnte aber ihre Lage auf Grund der zuletzt noch teilweise erhaltenen Gräben deutlich feststellen. Wie ein Lageplan zeigt, bildeten die Gräben der Vorburg eine Fortsetzung der Hauptgräben und waren mit diesen verbunden. In Zeiten der Gefahr konnte sowohl die Hauptburg als auch die Vorburg durch das Aufziehen der Zugbrücke von der Außenwelt vollständig abgeschlossen werden. Zuletzt stand auf dem Terrain der Vorburg ein Schuppen. Nach einer von Paul Clemen als ungenau bezeichneten Ansicht des Hauses Palant im Codex Welser aus dem Jahre 1723 besaß die Hauptburg zwei Türme, die Vorburg deren drei. Die Vorburg war nach der Hauptburg zu offen und mit dieser durch eine Zugbrücke verbunden. Der Eingang zur Vorburg befand sich wahrscheinlich auf der dem zuletzt vorhandenen Eingang gegenüberliegenden Seite.

## Gebäudebestand vor dem Abriss
Die ehemalige, rechteckige, von tiefen Wassergräben umgebene Hauptburg aus der Zeit um 1600 enthielt an der Südseite das zweistöckige Herrenhaus mit abgetrepptem und geschweiftem Giebel. Nach Osten schloss sich ein rechteckiger Turm an. Dieser Turm hatte ein vierseitiges Pyramidendach, dessen Wetterfahne das Palantsche Wappen zeigte. Die Fenster waren im vorigen Jahrhundert vollständig umgebaut worden. An der Nordseite des von landwirtschaftlichen Gebäuden umgebenen Binnenhofes, also dem Herrenhaus gegenüber, stand noch ein kleinerer, vielleicht älterer Wohnbau mit Treppengiebel nach Westen. Der Zwischenbau an der Westseite stammte aus neuerer Zeit. Der Rest der Gebäude an der Ostseite war einfach und war im 17. Jahrhundert erbaut worden. Darin befand sich auch das große Korbbogentor mit dem Ehewappen über dem Schlussstein. Neben dem Tor war an der Außenseite des Herrenhauses ein schöner Kamin aus Sandstein eingemauert. Darauf befanden sich vier Ahnenwappen mit den Namen: Batenborg, Pallant, Leraet (Lerodt), Wylich und der Inschrift: Anno 1624 C.(hristoph) H. v. P.(alant) Obrister. Tandem bona causa triumphat (deutsch: „Endlich hat die gute Sache gesiegt“). Der erste Paland, der das Haus Birsmich durch Heirat mit einer von Harff erwarb, hieß ebenfalls Christoph. Es handelt sich hier um diesen Palant. Die Inschrift bezog sich wahrscheinlich auf den glücklichen Ausgang eines lange Jahre währenden Rechts- oder Erbschaftsstreits.
Vor dem alten Turm der Kirche befand sich früher eine fast abgetretene Grabplatte mit den Doppelwappen Palant und Graß und dem Rest einer Inschrift: zur Geyen. Diese Platte deckte einmal das Grab der Maria Anna von Palant, gestorben 1784, vermählt mit E. W. von Graß zu Geyen. Diese Grabplatte war ebenfalls an Haus Palant vor dem Eingang eingemauert. In dem kleinen, fast quadratisch geformten Innenhof waren noch bis zum Abriss Reste einer Holzgalerie mit Schutzdach aus dem 18. Jahrhundert erhalten.